# 大津山訓男
大津山 訓男（おおつやま くにお）は、日本の実業家、IT起業コンサルタント、ICT復興国際会議主宰、MICE推進、地方創生、ワーケーション、リゾートステイ
ITS世界大会福岡大会実行委員（2018）https://www.its-jp.org/
九州シェアサミット主宰https://peraichi.com/landing_pages/view/share-eco
主な活動拠点国交省、観光庁
活動実績2019~2020　観光庁　観光業事業アドバイザー（リゾートワーケーションなどの付加価値化）観光庁との地方創生セミナー主催https://fb.me/e/2ZIufuSrL 多田課長、議員連盟
福岡市シェアサミットhttps://peraichi.com/landing_pages/view/share-eco
長崎五島市シェアリングサミット2019×インバウンドツーリズムin五島 初の離島開催！ | 五島市のプレスリリース (prtimes.jp)　
東京都八丈島　https://www.8jonet.com/shogakkou （熱中小学校）
活動実績2010~2018
　ICT復興国際会議主宰（6月19日）ICTキーマンと被災地地元企業300名参加。ネットTV（USTREAM）25000名視聴。 動画抜粋　
BeB協議会  主宰
アットマークベンチャー株式会社代表取締役
セキュリティーマネジメント学会 。
元IBM2000年コンサルタント日本の100人に選ばれ主としてIT分野の先端企業の支援や海外進出支援をNPO方式で主宰するBeB協議会を1997年より12年主宰。
数多くのベンチャー上場支援や海外進出を支援。1万名のML会員と月次フォーラムを150回を超えた継続支援。
12社をIPO支援しベンチャー起業家を600名を育成し2013年から5年間海外留学生やクロスボーダーで活躍する次世代起業塾を支援。
直近は観光立国xITをBeB協議会とITS協議会などと４団体にてMICE推進委員会を組織化してアジア圏での日本のリーダーシップ推進へ活動中。

## 人物
東京生まれ。IBM事業部長時代に創設したBeB協議会を1997年より主宰。ガースナー就任時に主として新規事業分野の日本代表として現コンビニエンス業態での情報サービス等の貢献（ローソンのロッピーや第一興商とのカラオケVODなどを立ち上げる）。最後はマルチメディア事業部長として米国キャメロン監督をファンダーにした
デジタルドメイン社と日本のデジタルコンテツ推進を図りデジタルハリウッドへの創立出資やeBay日本の創立から
ネット時代創業期に数多くのネット事業を仮説検証方式で実施。その後独立。
1997年、当時の非上場のNBC（ニュービジネス協議会）リーダーのギャガコミュニケーション、ソフマップ、パソナ、CCCの共同出資でアットマークベンチャー株式会社を設立。代表取締役就任。以降130回の月次フォーラムを先端ベンチャー企業トップと大企業ITトップにより継続してインキベーション支援活動。初期のネット創業期の立ち上げに貢献。
孫正義（ソフトバンク）、西和彦（アスキー）、三木谷浩史（楽天）、堀江貴文（ライブドア）やその後上場を果たしたMPT、コネクトTなどが講演し、その事業拡大支援を協議会方式で推進。日本のITベンチャー創業期から現在まで500社を超える先端ベンチャー企業と大手IT企業とのインキベーションを支援。
直近は社会起業家支援として『世界を変える100人』に登場した全盲者への視覚提供や災害緊急対応のリスク管理サービスやNPOとしてアフリカへ楽器寄贈と音楽家支援活動を行なっている。
界啓蒙活動としてアジアCIOサミットやカーモバイルITSセミナーなどを企画し、直近は観光立国ＸIT施策を
VISIT　JAPAN戦略を受けてMICE施策（コンベンション展示会）のサミットを国内100名のキーマンを組織化して
3月9日沖縄MICEサミットを主宰（沖縄県副知事、観光庁次長他マカオや札幌、横浜地区他より参加して主宰）
- 沖縄MICEサミット概要
- 国内リーダー100名の参加者コメント
- 動画　県副知事、観光庁トップ、主宰大津山コメント

## 著書・TV出演
- TV出演　ビデオニュースコム神保哲生、宮台真司、大津山訓男『第285回 WEB2.0は本物か』
- 番組
- 『個人情報保護の業種別実証』（セキュリテーマネジメント学会、2006年）
- 『リスク管理のグローバルソリューション検証モデル』（個人情報活用基盤）

## 講演活動
- JAPAN　CIO　SUMMIT講演09年7月
- 国内CIOとアジアCIOの戦略会議でのパネル対談（アンドロイド&クラウド）
- 日本セキュリテーマネジメント学会論文講演C-2-1　09年7月
- BeBフォーラム活動報告　中国ビジネス（自動車＆ICT）09年8月
- 東京和僑会フォーラム講演　09年9月

先端カーナビ　ＩＴＳ　技術テーマ　電気自動車　渋滞社会基盤
講演プロファイル紹介例
沖縄再生化講演
- 10月13日沖縄
- 11月13日沖縄

Twitter
沖縄ＭＩＣＥサミット　基調講演内容　３月９日沖縄コベンションセンター主宰
- ＭＩＣＥ推進活動
- 参加者コメント

マカオＭＩＣＥサミットベネチアンＨ　09年10月
ソウルグローバルヘルスケアー&メディカルツーリズム　09年11月

### 地域中小企業啓蒙、ネット事業創世記活動
- 勝ち残る地域　活性化特集
- 中小製造業４万社のWEB普及活動
- ネット証券創世記の販促支援（楽天証券）
- ECOM啓蒙活動　モバイルクーポン創世記活動
- 多店舗流通FCのEC事業事例（ダスキン）
- ECOM協議会
- コンピュターソフト協会（CSAJ)

### ITS　カーモバイル　アンドロイド　活動
- 日産、日立、デンソーとのコラボセミナー
- 中国シンセンでの講演
- ストリーミングフォーラム講演
- セキュリテーマネジメント学会　講演
- アジアIT研究会